# الغواصة الألمانية يو-293
غواصة يو-293 غواصة يو بوت ألمانية من الفئة السابعة سي/41 بنيت لسلاح بحرية ألمانيا النازية كريغسمارينه، في أحواض بريمر فولكان خلال الحرب العالمية الثانية.

## التصميم
كانت إزاحة الغواصة يو-293 تبلغ 759 طن عند السطح و860 طن أثناء الغوص، ويبلغ طولها الإجمالي 67.10 متر، وطول هيكل الغواصة 50.50 متر، وبعرض 6.20 متر، وارتفاع 9.60 متر، وغاطس 4.74 متر. وتم تزويد الغواصة بالطاقة بواسطة محركي ديزل سداسي الأسطوانات من طراز جيرمانياويرفت F46، ينتج قوة إجمالية تتراوح بين 2800 و3200 حصان للاستخدام أثناء السطح، ومحركين كهربائيين مزدوجين من طراز (بالإنجليزية: AEG GU 460/8-27) ينتج قوة إجمالية قدرها 750 حصان للاستخدام أثناء الغوص، وكان لها عمودان ومراوحتان بطول 1.23 متر. كانت الغواصة قادرة على العمل على عمق يصل إلى 230 متر.

## تاريخ الخدمة
1. (مارس 1943 - يناير 1944): أمضت يو-293 الأشهر العشرة الأولى بعد تكليفها في بحر البلطيق كجزء من أسطول التدريب "الثامن" (8. Unterseebootsflottille) في كونيغسبرغ (غدانسك حاليًا). خلال هذه الفترة، تمرن الطاقم على العمليات القتالية، والملاحة، والإطلاق الصاروخي، والتشغيل الفني للغواصة. تولى الملازم أول بحري هانس يواكيم دييركس (Hans-Joachim Diercks) القيادة في 21 يوليو 1943.
2. الخدمة الأمامية مع أسطول التاسع (يناير 1944 - مايو 1945): في يناير 1944، تم نقل يو-293 إلى أسطول الغواصات "التاسع" (9. Unterseebootsflottille) المتمركز في بريست، فرنسا. كان هذا الأسطول نشطًا في شمال المحيط الأطلسي.
  - دوريات قتالية: قامت يو-293 بدوريتين قتاليتين رئيسيتين تحت قيادة دييركس:
    - الدورية الأولى (19 يناير - 24 فبراير 1944): انطلقت من كيل إلى بريست. لم تسجل أي إغراقات خلال هذه الدورية.
    - الدورية الثانية (26 مارس - 1 يونيو 1944): انطلقت من بريست باتجاه ساحل أمريكا الشمالية (منطقة نيوفاوندلاند). مرة أخرى، لم تسجل يو-293 أي إغراقات مؤكدة للسفن الحلفاء خلال هذه الدورية الطويلة التي امتدت لأكثر من شهرين. عادت إلى بريست في 1 يونيو 1944.

  - الوضع في بريست (يونيو 1944 - أغسطس 1944): بعد عودتها، وجدت يو-293 نفسها محاصرة في بريست مع تقدم قوات الحلفاء في نورماندي وتطويقهم للموانئ الفرنسية على المحيط الأطلسي ("حصن بريست"). بقيت الغواصة في الميناء، عاجزة عن الخروج للقيام بدوريات أخرى.
  - الانسحاب إلى النرويج (أغسطس 1944): مع اقتراب قوات الحلفاء من الاستيلاء على بريست، تلقى أسطول الغواصات الألماني أوامر بالانسحاب إلى موانئ أكثر أمانًا في النرويج. انطلقت يو-293 من بريست في 4 أغسطس 1944 مع مجموعة من الغواصات الأخرى في عملية محفوفة بالمخاطر لتجنب طائرات وسفن الحلفاء. وصلت إلى برغن، النرويج، في 25 أغسطس 1944.
  - الخدمة من النرويج (سبتمبر 1944 - أبريل 1945): تم نقل الغواصة إلى أسطول الغواصات "الحادي عشر" (11. Unterseebootsflottille) في برغن، ثم لاحقًا إلى أسطول الغواصات "الثلاثين" (13. Unterseebootsflottille) في تروندهايم. خلال هذه الفترة، كانت تواجه تحديات هائلة: سيطرة جوية وبحرية كاسحة للحلفاء، وقصف مستمر للموانئ النرويجية، وتطور تكنولوجيا الحرب المضادة للغواصات (السونار، القذائف الصاروخية، الطائرات بعيدة المدى). يبدو أنها لم تنطلق في دوريات قتالية هجومية نشطة من النرويج، ربما بسبب التركيز على تدريب الطواقم للغواصات الجديدة من النوع XXI أو المهام الدفاعية. تولى الملازم أول بحري كارل جونجيل (Karl Jungel) القيادة لفترة وجيزة في يناير 1945، قبل أن يعود دييركس لقيادتها حتى نهاية الحرب.[5]
3. نهاية الحرب والاستسلام (مايو 1945): مع استسلام ألمانيا النازية في 8 مايو 1945 (VE-Day)، كانت يو-293 راسية في تروندهايم، النرويج، والتي كانت تحت سيطرة القوات الألمانية آنذاك. استسلمت الغواصة هناك للقوات البريطانية والحلفاء.
4. المصير النهائي - عملية الموت القرمزي (Operation Deadlight): وفقًا لشروط الاستسلام، تم نقل يو-293 إلى ليشالي، شمال أيرلندا، مع عشرات الغواصات الألمانية الأخرى التي استسلمت. في 27 ديسمبر 1945، تم سحب الغواصة إلى البحر بواسطة زورق قطر بريطاني وغرقت عن عمد بواسطة مدمرات الحلفاء كجزء من "عملية الموت القرمزي". كانت هذه العملية تهدف إلى التخلص بشكل دائم من أسطول يو-بوت الألماني ومنع استخدامه بعد الحرب.

ملخص تاريخ الخدمة (U-293 Service Summary):
- الفئة: VII C (غواصة هجومية ساحلية/محيطية متوسطة المدى)
- التكليف: 13 مارس 1943
- القادة:
  - Heinrich Meyer (13 Mar 1943 - 21 Jul 1943)
  - Hans-Joachim Diercks (21 Jul 1943 - Jan 1945, ثم May 1945)
  - Karl Jungel (Jan 1945 - ? May 1945) [فترة وجيزة]
- أساطيل التشغيل:
  - 8. U-Flottille (تدريب): Mar 1943 - Jan 1944
    1. U-Flottille (أمامي): Jan 1944 - Aug 1944 (بريست)
    2. U-Flottille (أمامي): Sep 1944 - Dec 1944 (برغن)
    3. U-Flottille (أمامي): Jan 1945 - May 1945 (تروندهايم)
- عدد الدوريات القتالية: دوريتان رئيسيتان.
- الإغراقات المؤكدة: لا شيء. لم تسجل يو-293 إغراق أي سفن معادية خلال خدمتها.
- مصير الغواصة:
  - استسلمت في تروندهايم، النرويج، في 9 مايو 1945.
  - نقلت إلى ليشالي، أيرلندا الشمالية.
  - غرقت بواسطة سفن بريطانية في 27 ديسمبر 1945 خلال "عملية الموت القرمزي" في شمال شرق المحيط الأطلسي.[3]

## ملخص نتائج الخدمة
كانت يو-293 مثالًا على العديد من غواصات الفئة السابعة سي التي دخلت الخدمة في المرحلة المتأخرة من معركة الأطلسي، حيث تحولت كفة الحرب بشكل حاسم لصالح الحلفاء. خدمتها القصيرة نسبيًا تميزت بعدم تحقيق أي إغراقات، مما يعكس الصعوبات المتزايدة التي واجهتها غواصات يو-بوت مع تزايد فعالية دفاعات الحلفاء الجوية والبحرية. قضت فترة مهمة محاصرة في بريست قبل أن تنسحب إلى النرويج، حيث أمضت الأشهر الأخيرة من الحرب بشكل أساسي في الميناء. مصيرها النهائي، الغرق المتعمد في "عملية الموت القرمزي"، كان نهاية مشتركة للعديد من سفن أسطول يو-بوت الذي أرعب المحيطات ذات يوم.